# Rudolfiella aurantiaca
Rudolfiella aurantiaca (Lindl.) Hoehne (1949), es una especie de orquídea de hábito terrestre, originaria de Sudamérica. 
Es la especie tipo del género Rudolfiella.

## Descripción
Muy relacionado con Bifrenaria, es una especie de unos treinta centímetros de alto y recuerda el viejo género Stenocoryne con muy pequeños pseudobulbos unifoliados, tetragonales algo aplanados y separados por corto rizoma.  Las hojas, son nervadas sobresaliendo por el envés, se reducen para mostrar un pseudopeciolo con base rígida.
La inflorescencia en racimo, largo, abierto, de 20 cm de largo, lateral, muy laxa, con varias [7 a 15] flores y que surge de la base de pseudobulbos. Puede tener un número de flores, de tamaño medio o pequeño, pero vistosas, generalmente con sépalos y pétalos manchados, y que tienen labio  profundamente trilobado con un disco o callo verrugoso , y los lóbulos laterales en posición vertical, la columna  y cuatro polinias en dos pares.

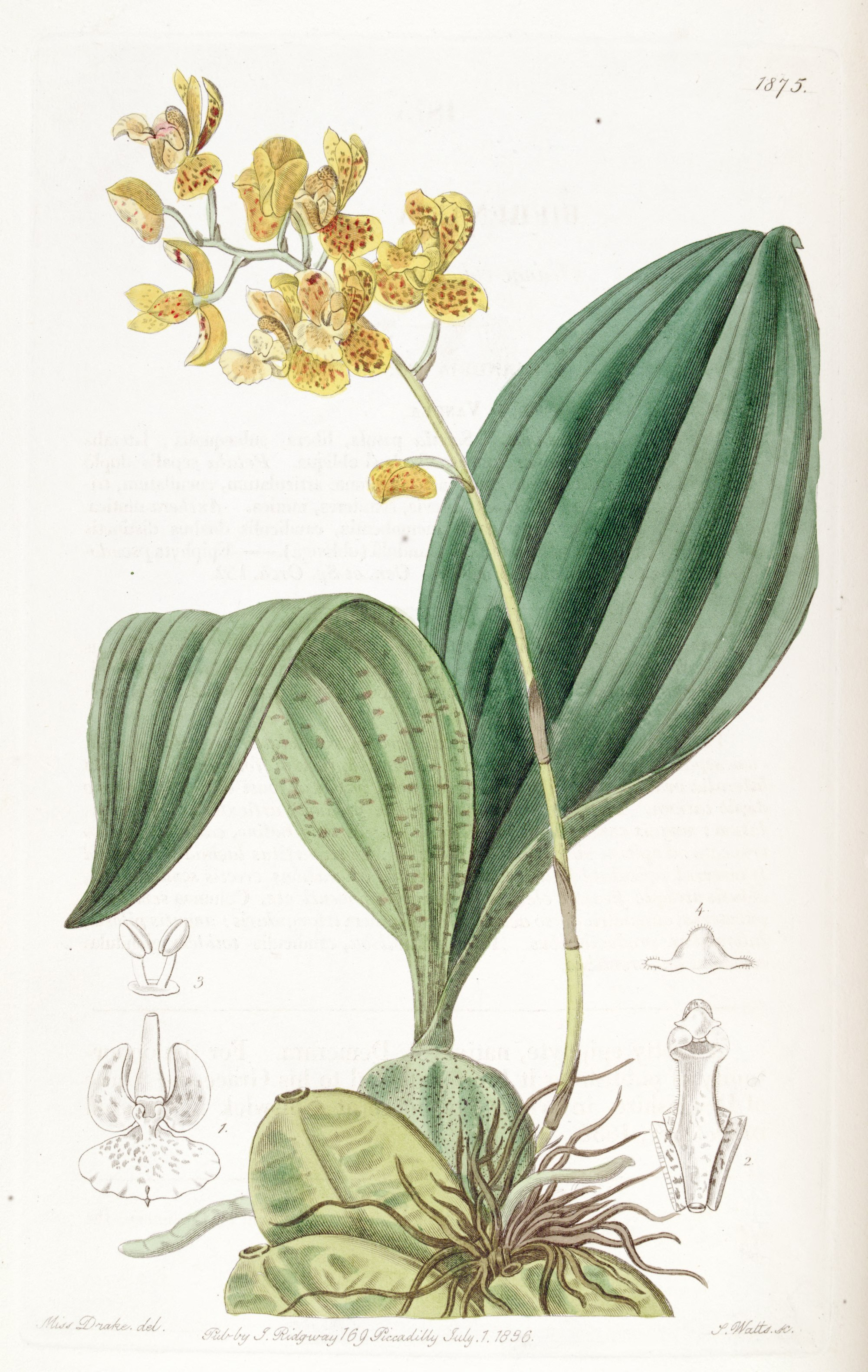

## Distribución y hábitat
Se encuentra en Trinidad, y en todos los países de América del Sur, ubicado en el norte de Bolivia.  Crece en el bosque tropical húmedo en las elevaciones de 100 a 600 metros sobre los troncos de los árboles y ramas grandes y en clima cálido a caluroso ,

## Cultivo
Necesitan humedad, moderada sombra y abundante agua durante su crecimiento y, a continuación, disminuyéndola después de que los pseudobulbos hayan alcanzado la madurez.

## Sinonimia
- Bifrenaria aurantiaca Lindl. (1836) (Basionymum)
- Maxillaria aurantiaca (Lindl.) A. Rich. & Galeotti (1845)
- Lindleyella aurantiaca (Lindl.) Schltr. (1914)
- Schlechterella aurantiaca (Lindl.) Hoehne (1944)[1]